# Championnats d'Europe de judo 1963
Navigation
Édition précédente Édition suivante
La 12e édition des championnats d'Europe de judo, s'est déroulée les 10 et 11 mai 1963 à Genève, en Suisse.

## Participants
| Nation               | Engagés |
| -------------------- | ------- |
| Allemagne de l'Est   | 12      |
| Allemagne de l'Ouest | 13      |
| Autriche             | 6       |
| Belgique             | 9       |
| Danemark             | 3       |
| Espagne              | 9       |
| Finlande             | 2       |
| France               | 7       |
| Hongrie              | 5       |
| Italie               | 9       |

| Nation           | Engagés |
| ---------------- | ------- |
| Luxembourg       | 3       |
| Pays-Bas         | 6       |
| Pologne          | 5       |
| Portugal         | 9       |
| Royaume-Uni      | 9       |
| Suisse           | 12      |
| Tchécoslovaquie  | 6       |
| Union soviétique | 15      |
| Yougoslavie      | 6       |

## Résultats

### Individuels amateurs
| Épreuves                    | Or                     | Argent                    | Bronze                                       |
| --------------------------- | ---------------------- | ------------------------- | -------------------------------------------- |
| moins de 68 kg poids légers | André Bourreau (FRA)   | Bruno Carmeni (ITA)       | Jan Okroj (POL) Gerhard Zotter (AUT)         |
| moins de 80 kg poids moyens | Jacques Le Berre (FRA) | Otto Smirat (GDR)         | Peter Herrmann (FRG) Stojan Stojavocic (YUG) |
| plus de 80 kg poids lourds  | Klaus Glahn (FRG)      | Ansor Kibrokachvili (URS) | Boris Mitchenko (URS) Herbert Niemann (GDR)  |
| Toutes catégories           | Karl Nitz (GDR)        | Nicola Tempesta (ITA)     | Georges Gress (FRA) Anthony Sweeney (GBR)    |

### Individuels professionnels
| Épreuves                    | Or                    | Argent               | Bronze                                          |
| --------------------------- | --------------------- | -------------------- | ----------------------------------------------- |
| moins de 68 kg poids légers | Aron Bogoljubov (URS) | Richard Bowen (GBR)  | Robert Dsagamadse (URS) Roger Forestier (FRA)   |
| moins de 80 kg poids moyens | Jacques Noris (FRA)   | George Kerr (GBR)    | David Barnard (GBR) Marcel Nottola (FRA)        |
| plus de 80 kg poids lourds  | Anton Geesink (NED)   | Willem Dadema (NED)  | Armin Lindner (GDR) Douglas Young (GBR)         |
| Toutes catégories           | Anton Geesink (NED)   | Henk Warmerdam (NED) | Helmut Howiller (GDR) Michel Yacoubovitch (FRA) |

### Par équipes
Treize nations prennent part à la compétition par équipe. Chacune des équipes est composée de 6 judokas (2 légers, 2 moyens et 2 lourds).
| Épreuve     | Or | Argent | Bronze |
| ----------- | --- | --- | --- |
| Par équipes | Union soviétique Robert Dsgamadse Alfred Karatschuk Anzor Kinadse Vladimir Pankratov Oleg Stepanov Genrich Sulc | Allemagne de l'Ouest Wolfgang Ehler Peter Herrmann Kurt Leise Ferdinand Miebach Günter Monczyk Matthias Schießleder | France André Bourreau Jean-Pierre Dessailly Georges Gress Lionel Grossain Jacques Le Berre Michel Lesturgeon Belgique Pierre Brouha Marcel Clause Henri Dewandeleer Max Deweer Désiré Durieux Marcel Etienne |

- Huitièmes de finale :
  -  Pays-Bas -  Suisse : 4 victoires à 0 (37-0)
  -  Yougoslavie -  Autriche : 2 victoires à 2 (17-10)
  -  Italie -  Espagne : 3 victoires à 0 (25-0)
  -  Union soviétique -  Portugal : 6 victoires à 0 (60-0)
  -  Royaume-Uni -  Allemagne de l'Est : 4 victoires à 1 (34-10)
  - Qualifiés d'office :  France,  Belgique et  Allemagne de l'Ouest

- Quarts de finale :
  -  Allemagne de l'Ouest -  Pays-Bas : 3 victoires à 2 (32-20)
  -  France -  Yougoslavie : 5 victoires à 1 (45-7)
  -  Belgique -  Italie : 4 victoires à 2 (35-20)
  -  Union soviétique -  Royaume-Uni : 2 victoires à 1 (11-5)

- Demi-finales :
  -  Allemagne de l'Ouest -  Belgique : 4 victoires à 0 (37-0)
  -  Union soviétique -  France : 2 victoires à 1 (matches supplémentaires)

- Finale :
  -  Union soviétique -  Allemagne de l'Ouest : 1 victoire à 0

## Tableau des médailles
Les médailles de la compétition par équipes ne sont pas comptabilisées dans ce tableau.
| Rang  | Nation               | Or | Argent | Bronze | Total |
| ----- | -------------------- | -- | ------ | ------ | ----- |
| 1     | France               | 3  | 0      | 4      | 7     |
| 2     | Pays-Bas             | 2  | 2      | 0      | 4     |
| 3     | Allemagne de l'Est   | 1  | 1      | 3      | 5     |
| 4     | Union soviétique     | 1  | 1      | 2      | 4     |
| 5     | Allemagne de l'Ouest | 1  | 0      | 1      | 2     |
| 6     | Royaume-Uni          | 0  | 2      | 3      | 5     |
| 7     | Italie               | 0  | 2      | 0      | 2     |
| 8     | Autriche             | 0  | 0      | 1      | 1     |
| 8     | Pologne              | 0  | 0      | 1      | 1     |
| 8     | Yougoslavie          | 0  | 0      | 1      | 1     |
| Total | Total                | 8  | 8      | 16     | 32    |

## Sources
- Podiums complets sur le site JudoInside.com.

- Epreuve par équipes sur le site allemand sport-komplett.de.